# Max Befort
Maximilian „Max” Befort (ur. 15 maja 1989 w Berlinie)  – niemiecki aktor teatralny, telewizyjny i filmowy.

## Życiorys
Urodził się w Berlinie. Jego młodsza siostra Luise (ur. 27 maja 1996) została także aktorką. W 2014 ukończył Guildhall School of Music & Drama w Londynie.
W 2001, w wieku dwunastu lat zadebiutował jako Cygan w ekranizacji powieści Ericha Kästnera Emil i detektywi (Emil und die Detektive) u boku Marii Schrader i Kaia Wiesingera. W komedii familijnej fantasy Bibi Blocksberg (2002) z Corinną Harfouch, Ulrichem Noethenem i Katją Riemann zagrał postać Floriana. Za rolę Fabio w dramacie gejowskim Romeo i Romeo (Romeos, 2011), skupiającym się na związku między młodym mężczyzną a transseksualistą, który przeobraża się z kobiety w mężczyznę, został uhonorowany nagrodą na FilmOut Festival w San Diego w kategorii „Najlepszy aktor drugoplanowy”. Wystąpił też gościnnie w niemieckich serialach, w tym w Rosa Roth (2009) jako Sven Tillmann.
Jego hobby to koszykówka, pływanie, nurkowanie, siatkówka, żonglerka i grę na pianinie.

## Filmografia

### Filmy
- 2001: Emil i detektywi (Emil und die Detektive) jako Cygan
- 2001: Ausflug jako Max
- 2002: Bibi Blocksberg jako Florian
- 2002: Eine zweimalige Frau (TV) jako Lucas Laake
- 2008: Die Rückkehr der Sintflut (TV) jako Christopher
- 2008: Hindernisse des Herzens (TV) jako Toby
- 2009: Die Drachen besiegen (TV) jako Jakob Holz
- 2009: Allein unter Schülern (TV) jako Paul
- 2009: Draußen am See jako Tim
- 2010: Henryk IV. Król Nawarry (Henri 4) jako 16-letni Henryk IV Burbon
- 2011: Romeo i Romeo (Romeos) jako Fabio
- 2015: Niedźwiedzia skóra (Der Prinz im Bärenfell, TV) jako książę Marius
- 2016: Kłamstwo (Denial) jako Nik Wachsman

### seriale TV
- 2002: Achterbahn jako Mehdi
- 2003: Wolffs Revier jako Timo Böhm
- 2005-2007: Krimi.de jako Tom Liebermann
- 2006: In aller Freundschaft jako Ingmar Streibel
- 2008: Meine wunderbare Familie jako Marco
- 2009: Flemming jako Vaclav Kern
- 2009: Nasz Charly (Unser Charly) jako Philipp Schäfer
- 2016: Rodzina Durrellów (The Durrells) jako Max
- 2017: SS-GB jako Reinhard Linge, pilot Luftwaffe
- 2018: Kobra – oddział specjalny – odc. „Poszukiwana” (Most wanted) jako David Bartok
- 2018: Geniusz (Genius) jako Nonell